# Зубные щипцы

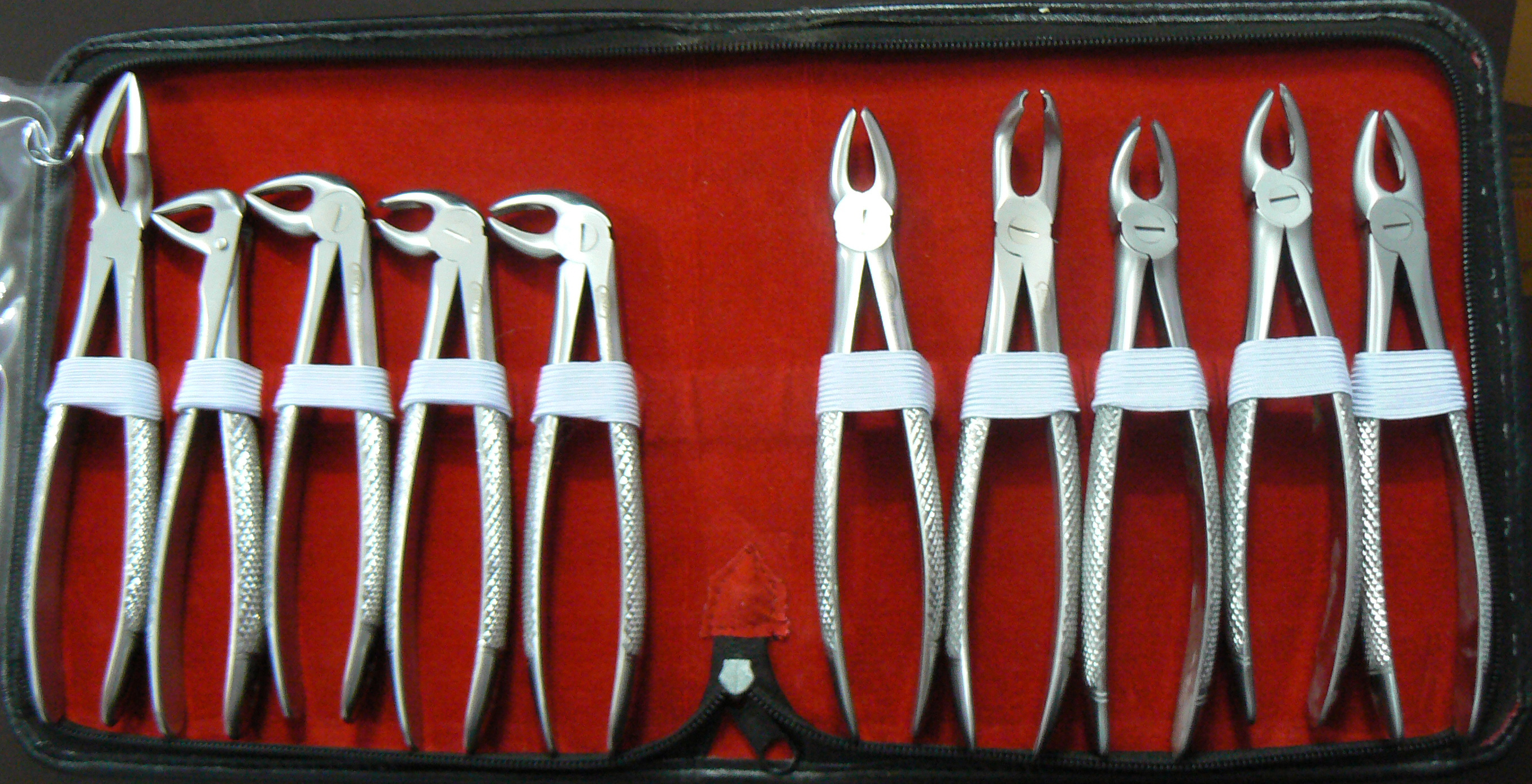
Набор зубных щипцов.

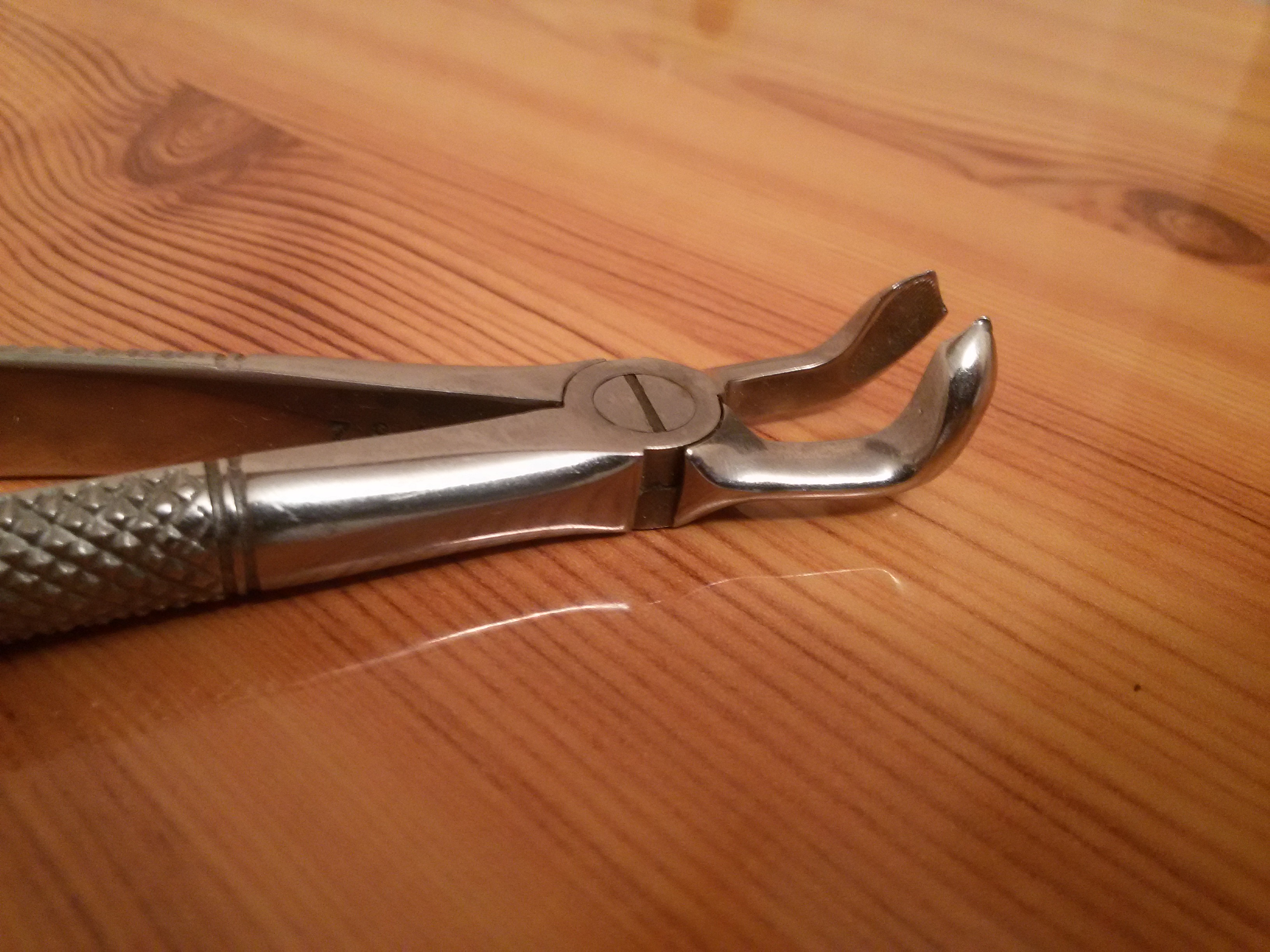

Зубные щипцы, или анатомические щипцы, — медицинские инструменты, используемые в хирургической стоматологии для экстракции (удаления) зубов. Для удаления различных видов зубов используются различные виды щипцов:[стр. 96].

## Описание

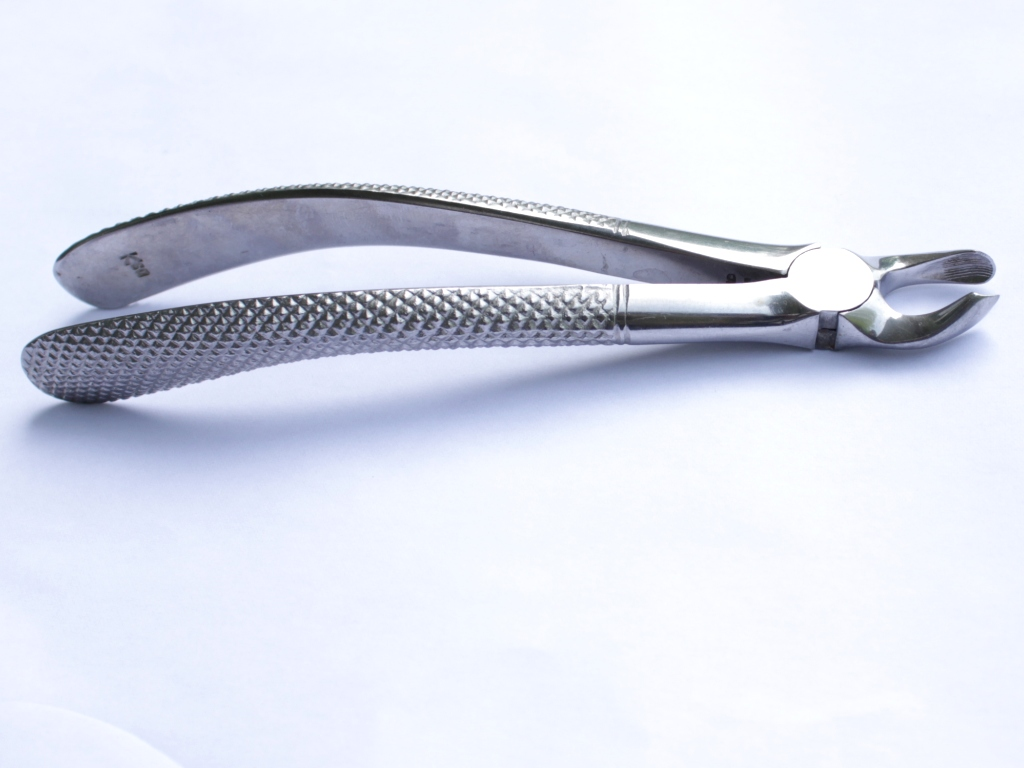
Щипцы для удаления моляров верхней челюсти левой стороны.

Щипцы состоят из щёчек (рабочая часть), замка и бранши. Замок соединяет две части инструмента и обеспечивает вращательное перемещение в одной плоскости; он может иметь различную конструкцию:[стр. 96].

### Виды зубных щипцов
Выделяют следующие виды щипцов:[стр. 96-101]:
- щипцы для удаления передних зубов верхней челюсти (резцов, клыков);
- щипцы для удаления премоляров верхней челюсти;
- щипцы для удаления первого и второго моляров верхней челюсти;

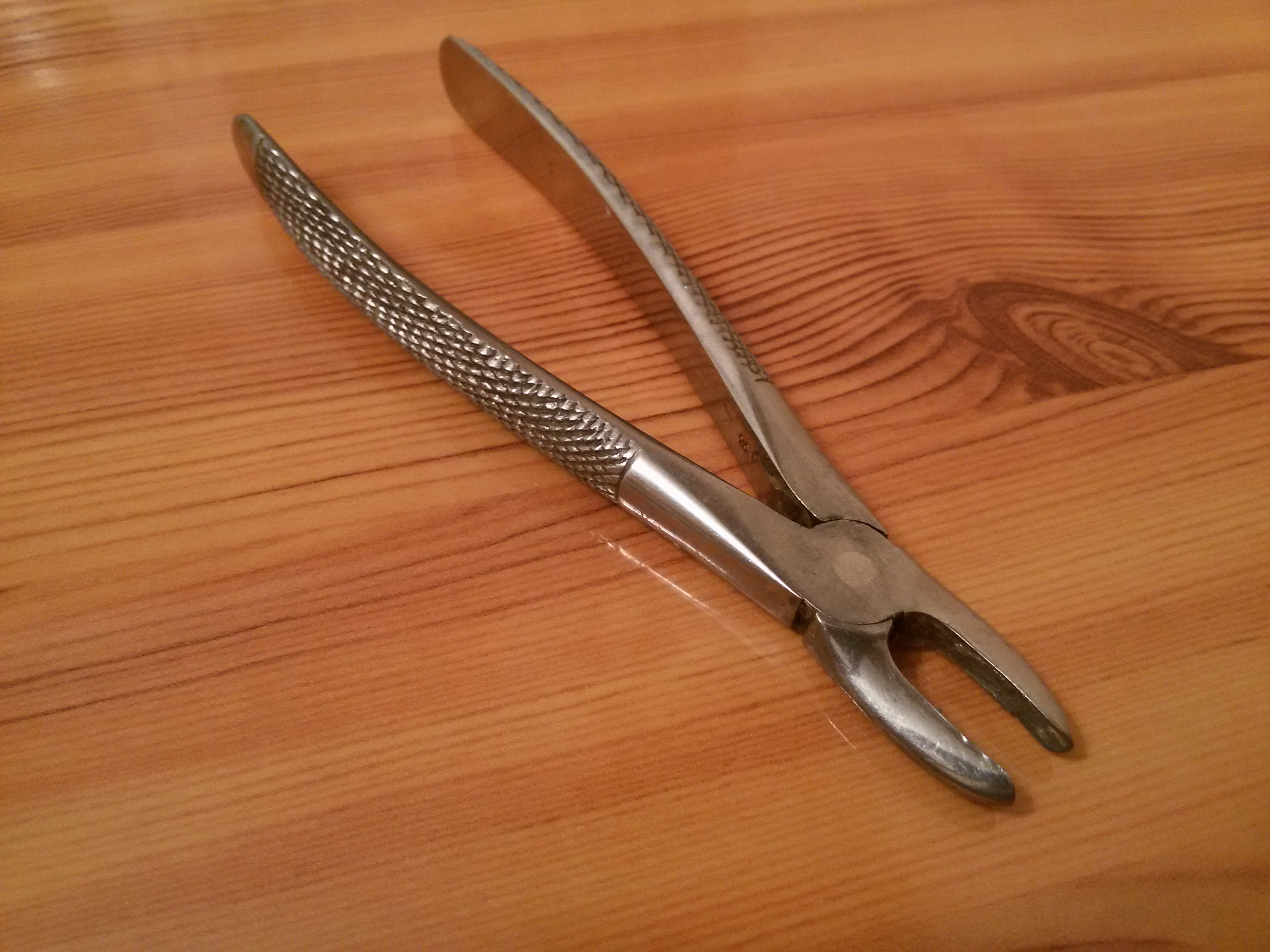

- щипцы для удаления верхних третьих моляров (зубов мудрости);
- щипцы для удаления нижних резцов;
- щипцы для удаления клыков, премоляров нижней челюсти;

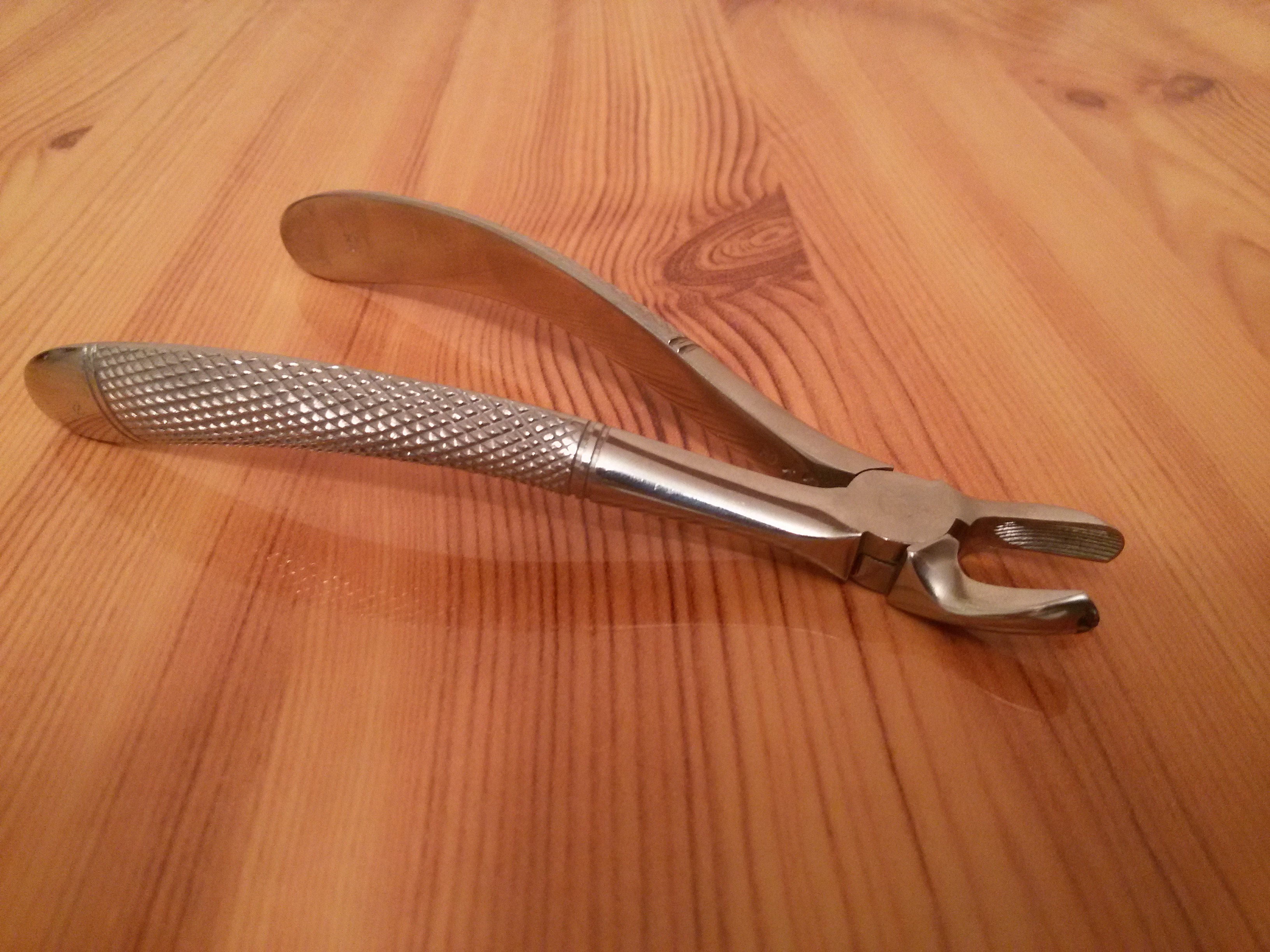

- щипцы для удаления моляров нижней челюсти.

## Примечание
1. 1 2 3  Трезубов В. Н., Мишнёв Л. М., Соловьёв М. М., Краснослободцева О. А. Стоматологический кабинет: оборудование, материалы, инструменты. Учебное пособие. Санкт-Петербург:«СпецЛит», 2006. 144 с. ISBN 5-299-00308-0